# Tadeusz Kupczyński
Tadeusz Piotr Kupczyński, ps. Tadeusz Wójcicki (ur. 28 października 1885 w Radziechowicach, zm. 5 sierpnia 1967 w Gdyni) – polski historyk, pedagog, działacz niepodległościowy, archiwista, p.o. Przewodniczącego ZHP w czasie II wojny światowej, encyklopedysta .

## Życiorys
Urodził się w Radziechowicach w powiecie radomszczańskim, w rodzinie Tomasza, wójta wsi Radziechowice, i Michaliny ze Szremplów. W czasie nauki w gimnazjum w Piotrkowie był jednym z organizatorów strajku szkolnego w 1905 roku. Od 1907 roku studiował na Wydziale Filozofii (historię) i Wydziale Prawa Uniwersytetu Jagiellońskiego, uzyskując absolutorium na tym ostatnim wydziale. W 1913 roku uzyskał stopień doktora historii UJ na podstawie pracy: Kraków w powstaniu kościuszkowskim.

### Praca pedagogiczna
Od 1916 roku uczył w 3 szkołach w Warszawie: w gimnazjum Chrupczałowskiego, na kursach pedagogicznych dla kobiet, w Państwowym Seminarium Nauczycielskim Żeńskim im. Elizy Orzeszkowej. Był również organizatorem systemu kształcenia nauczycieli, od 1921 roku był dyrektorem Państwowego Instytutu Nauczycielskiego, a od 1926 roku – Wyższego Kursu Nauczycielskiego. Jego uczniem w tym czasie był m.in. Czesław Wycech. Od 1927 roku był kuratorem Okręgu Szkolnego Krakowskiego (do 1931), dyrektorem wydziału w Ministerstwie Oświaty (1931–1933), naczelnikiem Wydziału Oświecenia Publicznego Województwa Śląskiego (1933–1937) i kuratorem Okręgu Szkolnego Lwowskiego (od sierpnia 1937 do 1939). Jednocześnie prowadził wiele wykładów o organizacji szkolnictwa.
Był encyklopedystą, edytorem dwutomowej Podręcznej encyklopedii pedagogicznej wydanej w latach 1923–1925 we Lwowie przez Towarzystwo Nauczycieli Szkół Wyższych i Średnich i Wydawnictwo Książnica Polska. Napisał do niej hasło Historia .

### Działalność niepodległościowa
Już w czasie nauki w gimnazjum należał do tajnego związku „PET”, w czasie studiów – do tajnej organizacji „Zet” i jawnej: „Zjednoczenie”. Na początku 1910 roku – po wystąpieniu z „Zetu” i „Zjednoczenia” – stał się jednym z założycieli OMN „Zarzewie”. W latach 1911–1914 działał również w innych niepodległościowych organizacjach (m.in. w Drużynach Strzeleckich). Podczas I wojny światowej czynny politycznie, m.in. członek Centralnego Komitetu Narodowego w Warszawie (XII 1916 – II 1917). W 1920 roku zgłosił się ochotniczo do wojska i służył w wojnie polsko-bolszewickiej. 

### II wojna światowa i praca konspiracyjna
W czasie II wojny światowej był zatrudniony w centrali Związku Spółdzielni Spożywców „Społem”, gdzie zajmował się rozwojem spółdzielczych kursów korespondencyjnych. Jednocześnie wykładał na tajnych kompletach organizowanych przez Wolną Wszechnicę Polską. 
W lipcu 1940 roku – po aresztowaniu Kazimierza Pierackiego – został kierownikiem Komisji Oświecenia Publicznego, powstałej z inicjatywy Związku Walki Zbrojnej, rozwijającej tajne nauczanie do 1941 roku, później podporządkowanej Departamentowi Oświaty i Kultury Delegatury Rządu na Kraj. W marcu 1944 roku Kupczyński objął kierownictwo Komisji Oświaty i Kultury na m. Warszawę Delegatury Rządu.

### Harcerstwo
W 1936 został wybrany przewodniczącym Zarządu Okręgu Śląskiego ZHP, którą to funkcję pełnił do czasu służbowego przeniesienia w 1937 roku. Po śmierci ks. Jana Mauersbergera objął stanowisko p.o. Przewodniczącego ZHP i pełnił tę funkcję do rozwiązania ZHP 17 stycznia 1945 roku. W tym czasie wywarł istotny wpływ na wiele decyzji kształtujących działalność Szarych Szeregów, w szczególności w zakresie ich współpracy z Komendą Główną Armii Krajowej i Naczelnym Komitetem Harcerskim w Londynie. Skonsolidował działania męskich i żeńskich oddziałów Szarych Szeregów.
W czasie powstania warszawskiego pełnił swoją funkcję w Warszawie.

### Po wojnie
W 1945 roku przeniósł się do Łodzi, gdzie kontynuował pracę w „Społem”. Objął tam stanowisko kierownika wydziału lustracyjnego. Wykładał jednocześnie w tamtejszej Wyższej Szkole Pedagogicznej, będąc zastępcą przewodniczącego jej komisji organizacyjnej.
W 1947 roku Kupczyński objął stanowisko kustosza w Archiwum Gdańskim, zajmując się rewindykacją z Niemiec archiwaliów gdańskich i elbląskich. W 1948 roku został przewodniczącym Oddziału Gdańskiego Polskiego Towarzystwa Historycznego, a jesienią 1950 roku został dyrektorem Archiwum Państwowego w Szczecinie.
W 1951 roku przeszedł na emeryturę. Powrócił do Gdyni i prowadził bibliotekę Polskich Linii Oceanicznych. W latach 1958–1962 był przewodniczącym I Wydziału Nauk Społecznych i Humanistycznych Gdańskiego Towarzystwa Naukowego, a od 1962 roku pełnił tam funkcję wiceprezesa zarządu.
Pochowany na cmentarzu Witomińskim w Gdyni (kwatera 67-13-18_2).

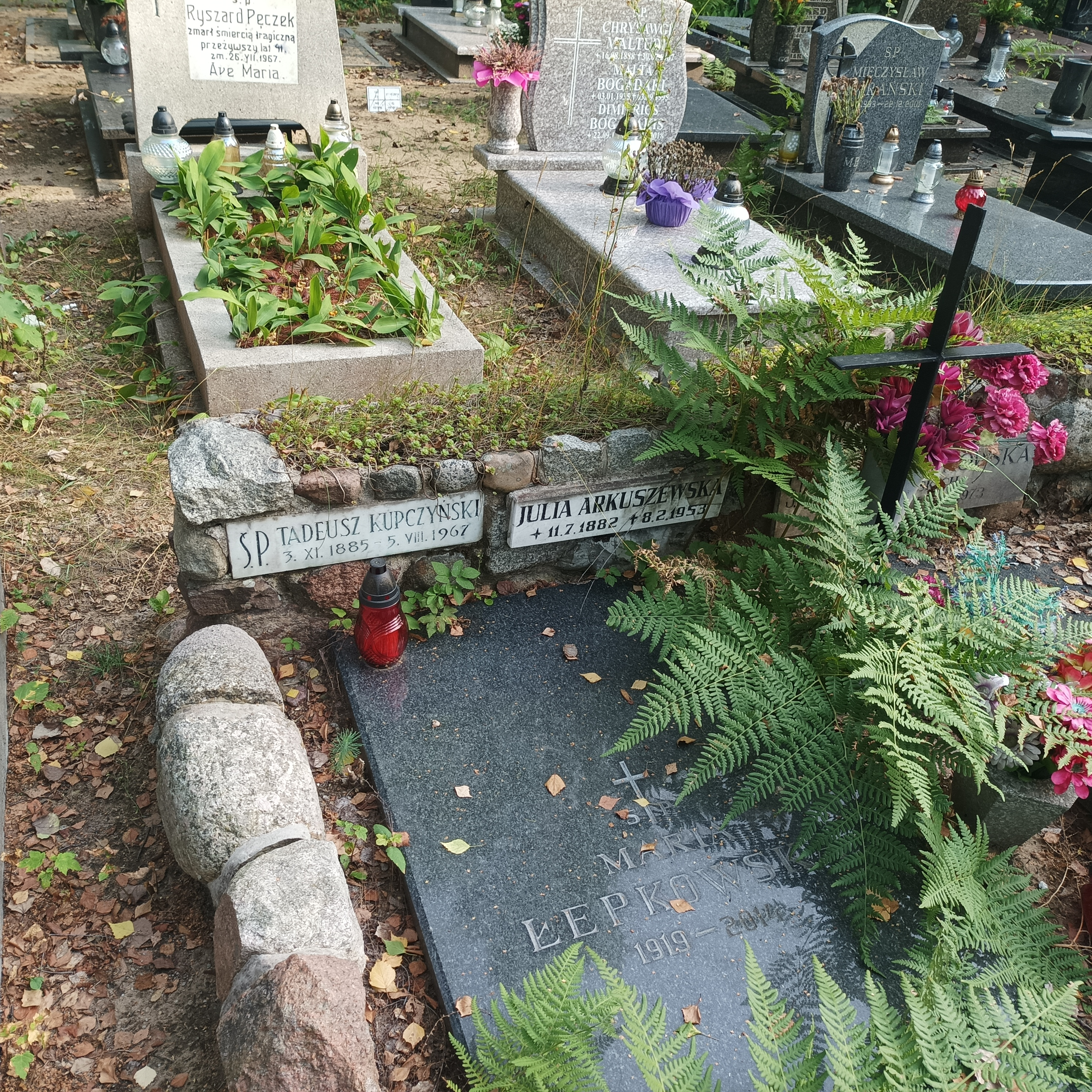
Grób Tadeusza Kupczyńskiego na cmentarzu Witomińskim

### Życie prywatne
Kupczyński ożenił się 22 sierpnia 1918 roku z Wandą Pętkowską. Miał córkę, Marię Łepkowską. Przed wojną działał w Polskim Związku Narciarskim.

## Ordery i odznaczenia
- Krzyż Komandorski Orderu Odrodzenia Polski (10 listopada 1928)[8]
- Krzyż Niepodległości (12 marca 1931)[9]
- Złoty Krzyż Zasługi (dwukrotnie: po raz drugi 10 listopada 1938[10])